# William Lambton

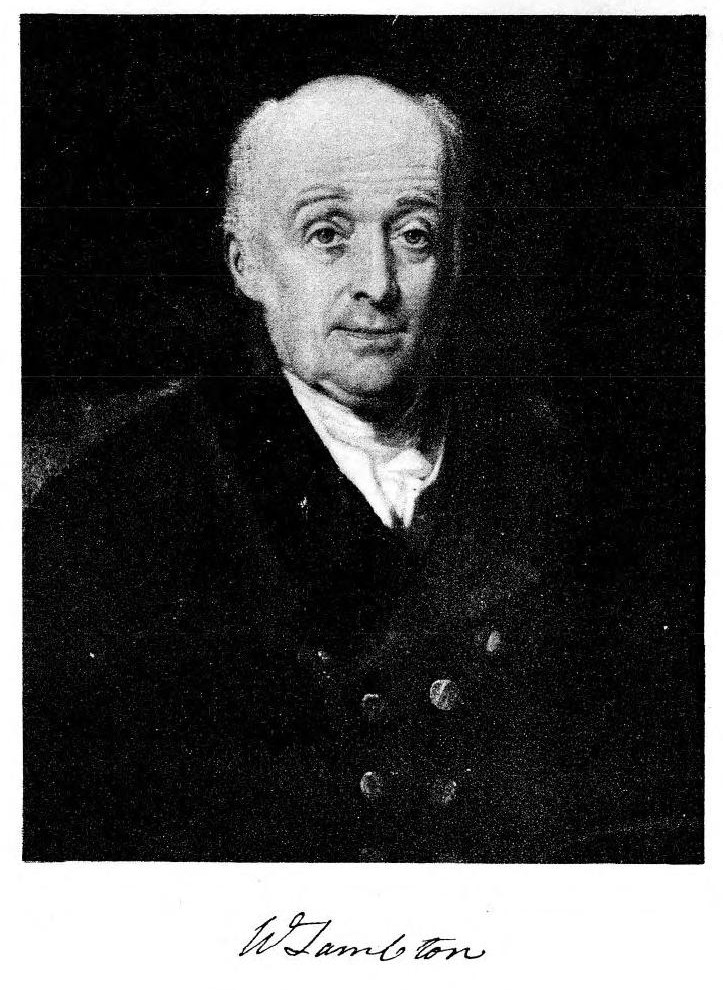
William Lambton

William Lambton FRS (ca. 1753 – 19 januari 1823) was een Britse militair, geograaf en landmeter. Lambton was hoofd van de Great Trigonometrical Survey in Brits-Indië. Hij startte dit project in 1802 en werd in deze functie na zijn overlijden opgevolgd door zijn assistent George Everest.

## Biografie
Lambton werd als zoon van een boer geboren nabij Northallerton in het graafschap North Yorkshire. Zijn rekenkundige talenten bezorgden hem een opleiding en in 1781 een lagere rang in het 33e infanterieregiment, dat zich kort daarvoor in de Slag bij Long Island in de Amerikaanse Onafhankelijkheidsoorlog onderscheiden had. Bij latere gevechtshandelingen werd Lambton krijgsgevangene. Na zijn vrijlating werkte hij, als burger, aan de grens tussen Canada en de Verenigde Staten in de functie van landmeter.
In 1795 keerde Lambton terug bij het 33e, dat inmiddels bij Calcutta in India was gelegerd, onder bevel van Arthur Wellesley, de latere Hertog van Wellington. Lambton nam met dit regiment deel aan de vierde oorlog met het koninkrijk Mysore. Na de Britse overwinning -en annexatie- in 1799 stelde hij voor Mysore en andere delen van India met wiskundige nauwkeurigheid op te meten. Daarbij zou gebruikgemaakt moeten worden van de driehoeksmeting, een techniek die in Engeland reeds door de Ordnance Survey (cartografische dienst) werd toegepast. Hoewel hij vrij snel toestemming verkreeg voor dit project, duurde het nog tot 1802 voordat alle benodigde instrumenten waren gearriveerd. Lambton startte de metingen in de buurt van Chennai.
Lambton werkte aan het project tot aan zijn dood in 1823 bij het plaatsje Hinganghat in zuidelijk India. Onder zijn leiding werd onder meer een gebied van 428.000 km² opgemeten.
- Gemeinsame Normdatei: 117574406
- International Standard Name Identifier: 0000 0000 1026 6866
- Nationale Bibliotheek van Tsjechië: xx0254994
- Nederlandse Thesaurus van Auteursnamen: 207235058
- SNAC: w68p9n48
- Système universitaire de documentation: 257176616
- Virtual International Authority File: 54929299
- WorldCat: E39PBJrrCjrJYffT6r4dpGMgKd